# 오타루 오르골당
오타루 오르골당(일본어: 小樽オルゴール堂)은 홋카이도 오타루시에 있는 오르골 숍이자 박물관이다. 약 2만 5천개의 오르골 컬렉션이 있다.
박물관의 본관은 1902년에 지어졌다. 골동품 오르골은 2번홀에 있다.

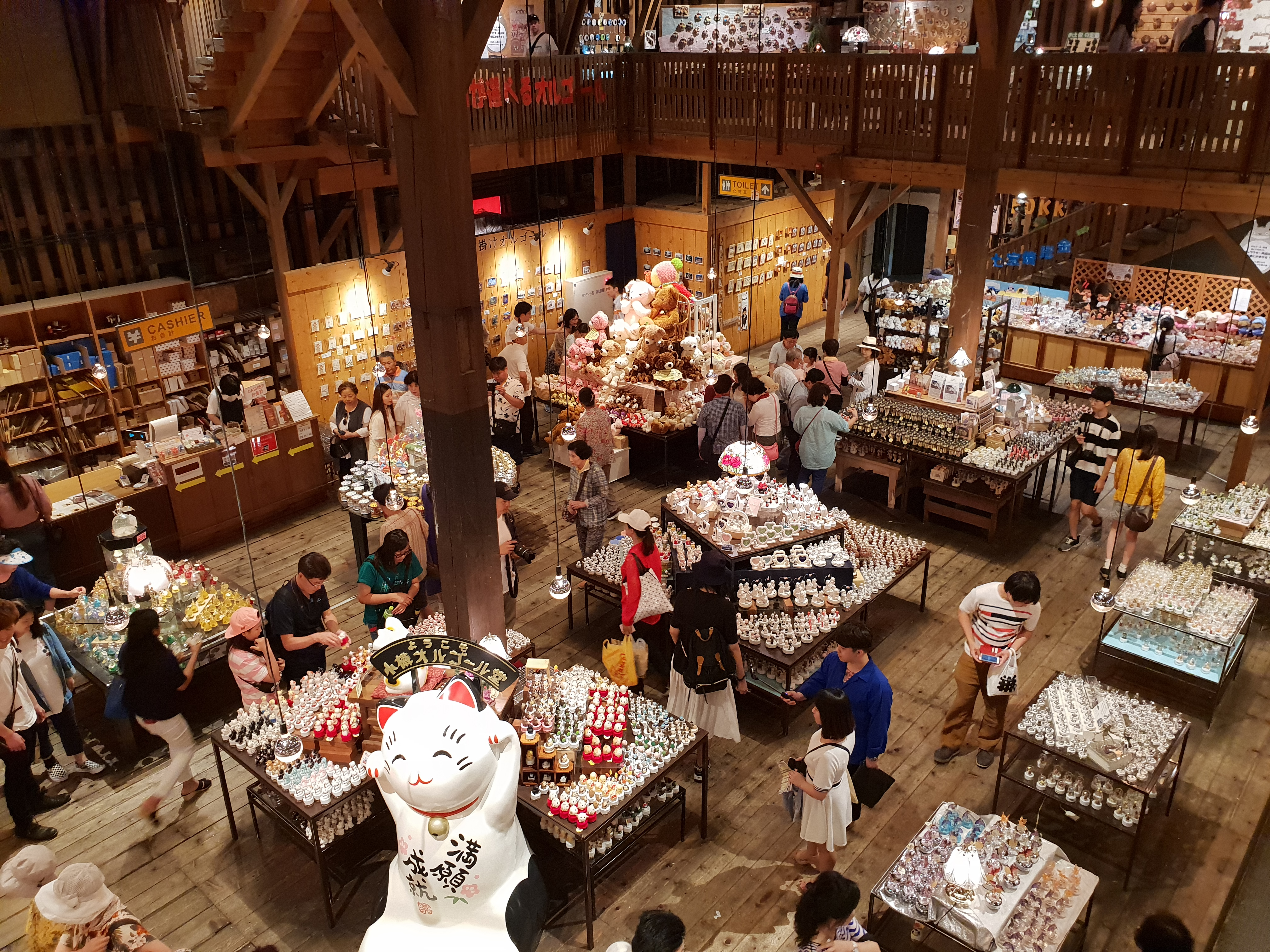
오타루 오르골당의 내부